# ラム級仮装巡洋艦
| ラム級仮装巡洋艦               | ラム級仮装巡洋艦                                                                            |
| ------------------------------ | ------------------------------------------------------------------------------------------- |
| 写真は「Galeb」時代のラム3世。 |                                                                                             |
| 艦級概観                       |                                                                                             |
| 艦種                           | 仮装巡洋艦                                                                                  |
| 艦名                           |                                                                                             |
| 前級                           |                                                                                             |
| 次級                           |                                                                                             |
| 性能諸元                       |                                                                                             |
| 排水量                         | 満載：3,667トン                                                                             |
| 全長                           | 112.0m -m（水線長）                                                                         |
| 全幅                           | 14.6m                                                                                       |
| 吃水                           | -m                                                                                          |
| 機関                           | フィアット式2サイクルディーゼル機関2基2軸推進                                               |
| 最大出力                       | 7,200hp                                                                                     |
| 最大速力                       | 標準：17.0ノット 公試：19.6ノット                                                           |
| 航続距離                       | -ノット/-海里（重油：-トン）                                                                |
| 乗員                           | 150名                                                                                       |
| 兵装                           | アームストロング 12cm（40口径）単装速射砲4基 ブレダ 1931年型 13.2 mm（75.7口径）単装機銃2基 |

ラム級仮装巡洋艦（incrociatori ausiliari RAMB）は、イタリア海軍が民間のバナナ貨物船を接収して改装して運用した仮装巡洋艦の艦級。本級は同型艦4隻中ラム3世のみは現存している。

## 概要
「ラム (Ramb)」はイタリアの国有企業Regia Azienda Monopolio Bananeからの命名である。
イタリアが獲得した植民地の一つであるイタリア領ソマリランドはバナナの有産地であり、イタリア植民地省（it:Ministero delle Colonie）はこの地から欧州に向けて新鮮なまま高速で輸送できる貨物船を建造する事とした。輸送のローテーションを組むために4隻の建造が予定され、要求性能はモガディシュ（Mogadishu）からナポリまで巡航速度17ノットで全行程を航行可能な巡航能力であった。
しかし、建造途中にイタリア海軍により1940年10月に海軍に接収され、それぞれ「ラム1世」「ラム2世」「ラム3世」「ラム4世」と名付けられて就役した。これが本級である。
「ラム1世」、「ラム3世」はジェノバのアンサルド社で、「ラム2世」と「ラム4世」はCRDAのモンファルコーネの造船所で建造された。

## 主砲、その他備砲

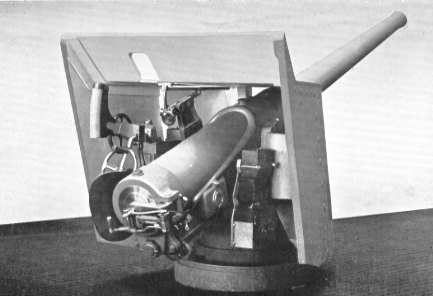
写真は本級にも搭載された12cm速射砲。

本級は元が貨客船であるために武装を搭載する必要があった。本艦の主砲には同海軍のジュゼッペ・ガリバルディ級装甲巡洋艦にも搭載された「QF Marks I-IV 12cm（40口径）速射砲（en:QF 4.7 inch Gun Mk I–IV）」をアンサルド社でライセンス生産された「アンサルド Models 1889 and 1891 12cm（40口径）速射砲」を採用した。その性能は重量20.4㎏の砲弾を仰角20度で9,050mまで届かせることができた。 単装砲架による砲身の俯仰能力は仰角20度・俯角3度で、旋回角度は露天で360度の旋回角度を持っていたが実際は上部構造物により射界に制限があった。装填形式は自由角度装填で、発射速度は人力装填のため毎分5～6発であった。これを防楯の付いた単装砲架で4基が搭載された。
近接対空用に同じくブレダ社の「Model 1931 13.2mm（75.7口径）機銃」を採用した。その性能は0.051kgの機銃弾を仰角45度で6,000m、仰角85度で2,000mの高さまで届かせることが出来た。俯仰能力は仰角85度・俯角11度である。旋回角度は360度の旋回角度を持っていたが、上部構造物に射界を制限された。砲架の俯仰・砲塔の旋回・砲弾の揚弾・装填は主に電力で行われ、補助に人力を必要とした。発射速度は毎分500発である。この機銃を単装砲架で2基装備した。

## 同型艦
- ラム1世（Ramb I）
  - 1937年完成、1940年10月に仮装巡洋艦「ラム1世」として就役。1940年マッサワに配備。1941年2月に紅海から日本へ向けて脱出イギリス海軍軽巡洋艦「リアンダー」との交戦により撃沈。

- ラム2世（Ramb II)
  - 1937年完成、1940年10月に仮装巡洋艦「ラム2世」として就役。1940年マッサワに配備。1941年2月に紅海から日本へ向けて脱出。日本海軍の指揮下に置かれ、「Calitea2」と改名して就役。1943年9月8日にイタリアが連合国と休戦を宣言したために神戸港にて自沈処分。後に日本海軍により浮揚・修理を受けて同海軍により「生田川丸」と命名され、特設運送船（給糧船）として入籍。1945年に連合軍の航空爆撃により撃沈。

- ラム3世（Ramb III)
  - 1937年起工、1940年10月に仮装巡洋艦「ラム3世」として就役。1941年5月30日に輸送船団護衛中にイギリス海軍水雷艇「トライアンフ」の雷撃を艦首部に受けて大破するもそのまま護衛を続行。応急処置後の9月30日にトリエステに曳航し、同地のサンマルコ造船所にて修理中に1943年9月8日にイタリアが連合国と休戦を宣言したためにドイツ陸軍に接収される。1943年11月からドイツ海軍機雷敷設艦「Kiebitz」として就役。1944年11月5日に自沈[要出典]。その後、浮揚・修理後にユーゴスラビア海軍に売却されて同海軍にて王室ヨットとして「ガレブ（Galeb）（英語版）」と改名されて就役。共産化以降はヨシップ・ブロズ・チトー大統領用ヨットとして運用された。ユーゴスラビア崩壊後はモンテネグロのコトル湾にて保管され、その後クロアチアのリエカに回航された。将来的には博物館船としての展示などが考えられているが決定していない。

- ラム4世（Ramb IV)
  - 1937年完成、1940年に仮装巡洋艦として接収後、同年6月10日に病院船「ラム4世」として就役。1941年10月にマッサワにてイギリス海軍に接収され、病院船として同海軍で使用。1942年5月10日にアレキサンドリアにてドイツ空軍の空襲を受けて撃沈。